# Едмон Енока
Едмон Енока (фр. Edmond Enoka, нар. 17 грудня 1955, Дуала) — камерунський футболіст, що грав на позиції захисника.

## Кар'єра
На клубному рівні виступав зза ряд футбольних клубів з міст Дуала та Яунде.
У складі національної збірної Камеруну був учасником чемпіонату світу 1982 року в Іспанії, де на поле не виходив. Також брав участь зі збірною у двох поспіль Кубках африканських націй — 1982 і 1984, і на другому з них, у Кот-д'Івуарі, здобув титул континентального чемпіона.

## Титули і досягнення
- Володар Кубка африканських націй: 1984
- Срібний призер Кубка африканських націй: 1986